# Sông Mẫu Đơn
Sông Mẫu Đơn hay Mẫu Đơn Giang (牡丹江) là phụ lưu lớn nhất ở trung lưu của sông Tùng Hoa. Sông này có tổng chiều dài 726 km, chảy qua 2 tỉnh Cát Lâm, Hắc Long Giang, Trung Quốc. Tại huyện Y Lan của Hắc Long Giang, sông này nhập vào sông Tùng Hoa. Từ Mẫu Đơn là cách dịch âm tiếng Mãn sang Hán ngữ, có nghĩa trong tiếng Mãn là quanh co.